# Foreste di pianura del Congo centrale
Le foreste di pianura del Congo centrale sono un'ecoregione dell'ecozona afrotropicale, definita dal WWF (codice ecoregione: AT0104), situata nella Repubblica Democratica del Congo. È una remota e inaccessibile foresta di pianura, molto fitta e paludosa, situata nella regione del bacino del Congo nota come Cuvette-Centrale («bacino centrale»), a sud dell'arco del fiume Congo.

## Territorio
È un'ecoregione di pianura, che nella parte centrale raggiunge circa 400 m di altitudine. La complessità altitudinale e topografica cresce verso sud-est, dove sorgono colline alte fino a 700–800 m. L'ecoregione riceve circa 2000 mm di piogge l'anno. Le temperature massime si aggirano attorno ai 30 °C nella parte centrale dell'ecoregione, e scendono fino a circa 27 °C lungo i suoi margini sud-orientali. Le minime si aggirano tra i 18 e i 21 °C; le stagioni sono poco marcate e l'umidità è elevata.

## Flora
Il settore nord-occidentale dell'ecoregione è un mosaico di foreste paludose inondate stagionalmente o permanenti e di foreste pluviali sempreverdi e semi-sempreverdi che sorgono lungo gli argini dei fiumi e altri tipi di alture. Le foreste ombrofile sempreverdi sono dominate da boschetti di Gilbertiodendron dewevrei. Foreste inondate stagionalmente e numerose radure di ragguardevoli dimensioni (baï) sorgono lungo i fiumi maggiori nelle regioni settentrionali, orientali e occidentali. Verso sud la foresta diviene più arida e avviene una transizione verso una foresta pluviale semi-sempreverde e infine un mosaico di foresta pluviale della Bassa Guinea e praterie. Foreste semi-decidue ricoprono quasi tutte le aree tra i principali sistemi fluviali; sono caratterizzate da alberi di Staudtia stipitata, Polyalthia suavaeoleus, Scorodophloeus zenkeri, Anonidium mannii e Parinari glaberrimum.

## Fauna
La regione non è stata ancora interamente studiata dagli zoologi, ma sappiamo con certezza che in essa dimorano antilopi, elefanti di foresta e alcuni primati, tra cui specie rare come il bonobo (Pan paniscus), il cercopiteco di Brazzà, il cercocebo crestato e il gorilla di pianura. Vi è solamente un mammifero rigorosamente endemico della regione, il cercopiteco dryas (Cercopithecus dryas). Altri mammiferi quasi endemici sono il cercocebo dal ventre dorato (Cercocebus chrysogaster), l'okapi (Okapia johnstoni), il cercopiteco di palude (Allenopithecus nigroviridis), il crossarco di Ansorge (Crossarchus ansorgei), il colobo rosso di Thollon (Piliocolobus tholloni) e il cercopiteco coronato di Wolf (Cercopithecus wolfi).
Due uccelli quasi endemici della regione sono il pavone del Congo (Afropavo congensis) e il tessitore zampegialle (Malimbus flavipes).

## Popolazione
La Cuvette-Centrale è una regione remota e scarsamente popolata; vi sorgono alcuni mercati fluviali e villaggi come quello di Ikela, ma l'accesso all'area è molto difficile (è raggiungibile solo a bordo di canoe) e/o costoso (vi sono alcune piste di atterraggio nei pressi del parco di Salonga).

## Conservazione

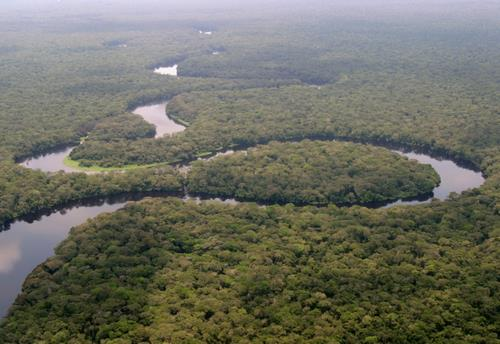
Il Luilaka attraversa il parco nazionale di Salonga

La foresta è ancora in gran parte intatta, in quanto la popolazione umana è limitata a piccole comunità che cacciano e pescano lungo i numerosi fiumi che attraversano questa regione remota e paludosa. Tuttavia, molti animali sono minacciati dal bracconaggio e i loro spostamenti sono limitati dalla fitta rete di corsi d'acqua. All'interno dell'ecoregione sorge il vasto parco nazionale di Salonga, uno dei parchi nazionali più grandi del mondo, nonché il secondo parco nazionale di foresta tropicale per dimensione.